# Inzulinový index
Inzulinový index slouží k určení inzulinové odpovědi těla na různé druhy potravin. Tento index je velmi podobný glykemickému indexu, avšak nespoléhá se pouze na hodnocení vhodnosti dané potraviny podle zvýšení glykemie. Inzulinový index je založen na sledování množství vyloučeného inzulinu v reakci na konzumaci různých potravin. Inzulinový index je vhodný především při hodnocení potravin obsahujících vysoký podíl bílkovin (⇒ téměř nulový glykemický index) a jiných potravin, způsobujících nepřiměřenou reakci sekrece inzulinu v poměru k jejich sacharidovému zatížení.
Vědecká skupina okolo Suzanne H.A. Holtové z Austrálie publikovala zprávu, v níž se zmiňuje o tom, že zatímco většina potravin má glykemický a inzulinový index vysoce korelované, tučné pekařské výrobky, zejména z rafinovaných surovin, a potraviny obsahující bílkoviny potřebují na své pokrytí nepoměrně vyšší množství inzulinu vzhledem k tomu, kolik obsahují sacharidů. Inzulinový index by dle nich mohl pomoci k dietním opatřením v prevenci diabetu mellitu II. typu a hyperlipidemie.